# 1re armée (Empire allemand)
Pour les articles homonymes, voir 1re armée.

Drapeau d'un état-major d'un haut commandement de l'armée (1871-1918)

La 1re armée / 1er haut commandement de l'armée (AOK 1) est le nom donné à l'unité majeure de l'armée allemande et à ses autorités de commandement associées pendant la Première Guerre mondiale (1914-1918). Ils comprennent chacun plusieurs corps d'armée ou de réserve ainsi que de nombreuses troupes spéciales.

## Histoire

### Première formation

Offensives prévues de la 1re à la 5e armée selon le plan Schlieffen 1914

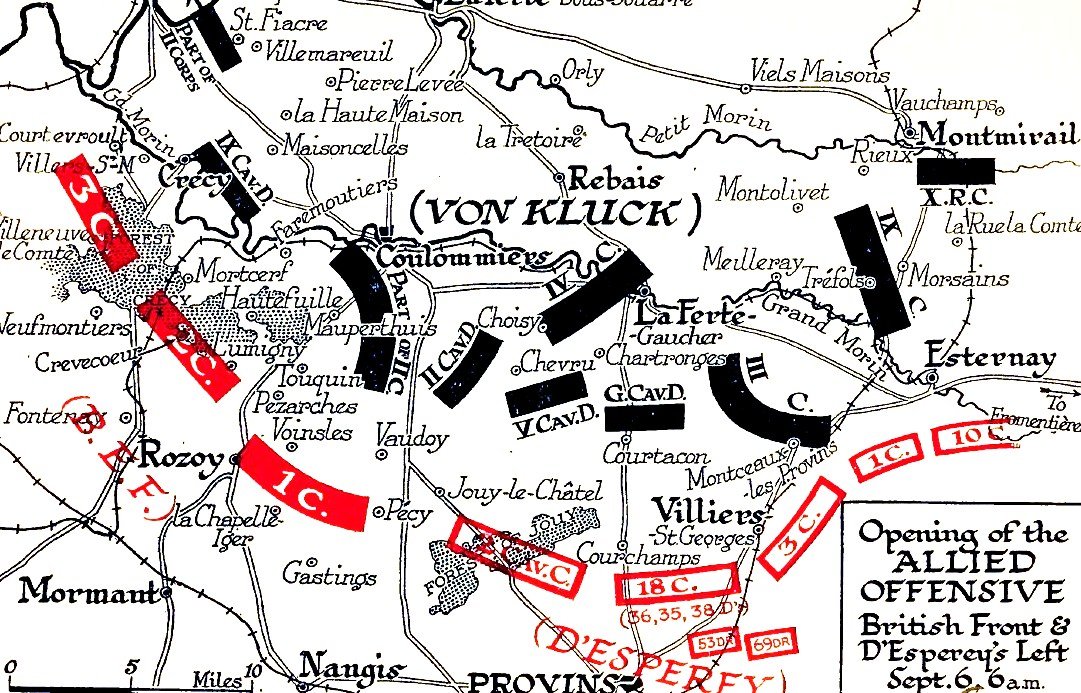
La 1re armée lors de la bataille de la Marne le 6 septembre 1914

Lorsque la mobilisation a lieu dans l'Empire allemand le 2 août 1914, huit armées sont formées à partir des huit inspections de l'armée existantes. De la 8e inspection de l'armée (de), la 1re armée est formée, qui se rassemble dans la région d'Aix-la-Chapelle. Le commandant en chef du 1er haut commandement de l'armée est le colonel général Alexandre von Kluck ; Le chef d'état-major est le général de division Hermann von Kuhl. En août 1914, l'armée comprend les grandes unités suivantes :
| - 2e corps d'armée - 3e corps d'armée - 4e corps d'armée | - 9e corps d'armée - 3e corps de réserve (de) - 4e corps de réserve |

Le 1er haut commandement de l'armée est établi à Stettin au moment de la mobilisation allemande le 2 août 1914, puis déplacé vers la frontière occidentale. La 1re armée forme l'aile nord de l'armée allemande de l'Ouest et, conformément au Plan Schlieffen, elle doit rejoindre les 2e, 3e, 4e et 5e armées dans une attaque totale contre la masse de l'armée française. Le 18 août 1914, dans le cadre de l'avancée générale de l'Allemagne, l'armée commence l'attaque à travers la Belgique au cours de l'avance générale allemande. Elle repousse les troupes belges contre la forteresse d'Anvers et prend Bruxelles. Dans le même temps, le 21 août, le 3e corps de réserve du général Max von Boehn est laissé à l'encerclement en Belgique.
Dans les jours qui suivent, la 1re armée rencontre les premières unités du corps expéditionnaire britannique. Ceux-ci ont subi une défaite lors des batailles de Mons et du Cateau. Lors de la bataille de la Marne qui s'ensuit, la 1re armée repousse les attaques de la 6e armée française à l'est de Paris. Cependant, cela créé une brèche d'environ 40 kilomètres de large avec la 2e armée allemande, qui est exploitée par les troupes françaises et britanniques. Le 9 septembre, la 1re armée entame donc sa retraite. Après la fin de la « course à la mer », les formations de l'armée se retrouvent sur la Somme, où elles se figent dans une guerre de position sur le front. Le quartier général se trouve à Folembray à partir du 30 septembre 1914
Le 27 mars 1915, le colonel général von Kluck est blessé par un obus lors d'une inspection du front. Le nouveau commandant en chef est le général de l'infanterie Max von Fabeck, qui doit initialement prendre en charge le tout nouvel 11e haut commandement de l'armée. Enfin, le 17 septembre 1915, une réorganisation de l'armée allemande a lieu. Le 1er haut commandement de l'armée est détaché du front ouest et transféré sur le front est, où il prend le commandement des unités de l'ancien groupe d'armées Gallwitz en tant que nouvel 12e haut commandement de l'armée. Les troupes précédemment subordonnées à l'ouest sont réparties entre les deux armées voisines. Ainsi, pour le moment, il n'y a plus de 1re armée dans l'armée allemande.

### Deuxième formation
Le 1er juillet 1916, les troupes britanniques entament leur offensive préparée depuis longtemps  contre la 2e armée allemande (→ Bataille de la Somme) du général d'infanterie Fritz von Below. Après quelques succès des unités britanniques, le commandement suprême de l'armée décide de restructurer cette partie de la bataille. Le 19 juillet 1916, elle divise les forces allemandes dans la zone concernée. Toutes les forces au nord de la Somme sont regroupées au sein de la nouvelle 1re armée et restent sous le commandement de l'ancien 2e haut commandement de l'armée. Celui-ci est toujours commandé par le général von Below, mais il est désormais rebaptisé 1er haut commandement de l'armée. Le chef d'état-major est le colonel Fritz von Lossberg. Les troupes allemandes au sud de la Somme sont placées sous le commandement d'un nouveau haut commandement de l'armée, dirigé par le général von Gallwitz et son chef d'état-major, le colonel Bernhard Bronsart von Schellendorff.
Au cours de la retraite d'Alberich, la 1re armée abandonne la ville de Bapaume et toutes les zones situées au nord de la Somme jusqu'à la périphérie sud d'Arras. À la fin du mois de mars 1917, l'armée se trouve brièvement dans l'avant-champ ouest de Cambrai, mais cède sa section à la 2e armée au début du mois d'avril. Le quartier général de la 1re armée se trouve donc brièvement à Bourlon et à Solesmes, après le transfert sur le front de l'Aisne, il est déplacé à Rethel à partir du 12 avril 1917.
La 1ère armée est insérée entre les 7e et 3e armées sur le front de l'Aisne le 16 avril, et à partir de cette date, elle est sous le commandement du groupe d'armées prince héritier allemand. Au cours de la deuxième bataille sur l'Aisne, qui débute le même jour, l'armée dispose de quatre groupes de corps d'armée pour se défendre contre les attaques massives des Français dans le nord de l'apron de Reims :
- Groupe Aisne (Corps de la Garde)
- Groupe Brimont (10e corps de réserve)
- Groupe de Reims (7e corps de réserve)
- Groupe de Prosnes (3e corps d'armée)[6]

Le général mène des attaques de soutien au nord de Reims lors de l'offensive allemande de printemps fin mai 1918. Il a commandé l'armée pendant près de deux ans avant d'être remplacé par le général d'infanterie Bruno von Mudra en juin 1918. Au cours des derniers mois de la guerre, les généraux Otto von Below et Magnus von Eberhardt sont encore à la tête de l'armée, qui bat constamment en retraite. Le 8 octobre 1918, le quartier général de Rethel doit être abandonné ; après la fin de la guerre, il se trouve encore à Neuwied à partir du 24 novembre 1918, pour gérer la retraite.